# UEFA Futsal Championship 2005
Il campionato europeo di calcio a 5 2005 (ufficialmente UEFA Futsal Championship 2005) è stata la 5ª edizione del torneo, organizzato dall'UEFA. La fase finale e si è svolta a Ostrava, nella Repubblica Ceca, negli impianti ČEZ Aréna e Sareza, dal 14 al 20 febbraio 2005. Le otto selezioni qualificate alla fase finale vennero distribuite in due gironi da cui sarebbero uscite le quattro semifinaliste. Nel gruppo A si assistette a una lotta tra Ucraina e Russia, con la prima che si assicurò il primato nello scontro diretto. Nel gruppo B i campioni in carica dell'Italia vinsero a punteggio pieno il girone precedendo i campioni del mondo della Spagna. Le semifinali sovvertirono tuttavia i verdetti dei gruppi: Spagna e Russia, seconde classificate, eliminarono Ucraina e Russia e approdarono in finale, dove gli iberici trionfarono.

## Qualificazioni
La fase di qualificazione, a cui parteciparono trentadue selezioni (quattro in più della precedente edizione), determinò le sette nazionali che – insieme alla Repubblica Ceca, organizzatrice della manifestazione – presero parte alla fase finale.

## Impianti
| Impianto | ČEZ Aréna | Sareza  |
| -------- | --------- | ------- |
| Foto     |           |         |
| Città    | Ostrava   | Ostrava |
| Capacità | 10.000    | 5.000   |

## Squadre partecipanti
| Squadra     | Partecipante in quanto       | Partecipazioni precedenti  |
| ----------- | ---------------------------- | -------------------------- |
| Rep. Ceca   | Ospitante                    | 2 (2001, 2003)             |
| Paesi Bassi | 1ª classificata nel gruppo A | 3 (1996, 1999, 2001)       |
| Ucraina     | 1ª classificata nel gruppo B | 3 (1996, 2001, 2003)       |
| Portogallo  | 1ª classificata nel gruppo C | 2 (1999, 2003)             |
| Spagna      | 1ª classificata nel gruppo D | 4 (1996, 1999, 2001, 2003) |
| Russia      | 1ª classificata nel gruppo E | 4 (1996, 1999, 2001, 2003) |
| Ungheria    | 1ª classificata nel gruppo F | –                          |
| Italia      | 1ª classificata nel gruppo G | 4 (1996, 1999, 2001, 2003) |

## Risultati

### Fase a gironi

#### Gruppo A

##### Classifica
| Squadra     | Pti | G | V | N | P | GF | GS | DR |
| ----------- | --- | - | - | - | - | -- | -- | -- |
| Ucraina     | 6   | 3 | 2 | 0 | 1 | 7  | 4  | +3 |
| Russia      | 6   | 3 | 2 | 0 | 1 | 10 | 6  | +4 |
| Paesi Bassi | 3   | 3 | 1 | 0 | 2 | 8  | 12 | -4 |
| Rep. Ceca   | 3   | 3 | 1 | 0 | 2 | 6  | 9  | -3 |

##### Risultati
| Arbitri: | Pedro Galán Károly Török António Cardoso |
| Crono:   | Silvo Borošak                            |

|                          |           |            |
| M. Mareš 18’ Rajnoch 34’ | Marcatori | 12’ Kudlaj |

| Arbitri: | Massimo Cumbo Jyrki Filppu Silvo Borošak |
| Crono:   | António Cardoso                          |

|                                                           |           |                                      |
| Markin 16’, 38’ Hulshorst 17’ (aut.) Šajachmetov 38’, 39’ | Marcatori | 24’ Hulshorst 35’ Merlino 39’ Tjaden |

| Arbitri: | António Cardoso Massimo Cumbo Pedro Galán |
| Crono:   | Károly Török                              |

|           |           |                                                   |
| Sluka 17’ | Marcatori | 7’ Ivanov 20’ Šajachmetov 25’ Maevskij 37’ Abyšev |

| Arbitri: | Silvo Borošak Radek Lobo Károly Török |
| Crono:   | Pedro Galán                           |

|                                        |           |           |
| Pylypiv 13’ Sytin 18’, 38’ Koridze 39’ | Marcatori | 23’ Thies |

| Arbitri: | António Cardoso Ivan Novak Jyrki Filppu |
| Crono:   | Károly Török                            |

|                                                        |           |                                    |
| Merlino 3’ Makhoukhi 8’ Sluka 10’ (aut.) Hulshorst 14’ | Marcatori | 9’ Dlouhý 15’ M. Mareš 24’ Rajnoch |

| Arbitri: | Silvo Borošak Pedro Galán Antonius van Eekelen |
| Crono:   | Massimo Cumbo                                  |

|                            |           |               |
| Sytin 9’ Markin 23’ (aut.) | Marcatori | 37’ Chamadiev |

#### Gruppo B

##### Classifica
| Squadra    | Pti | G | V | N | P | GF | GS | DR  |
| ---------- | --- | - | - | - | - | -- | -- | --- |
| Italia     | 9   | 3 | 3 | 0 | 0 | 16 | 4  | +12 |
| Spagna     | 6   | 3 | 2 | 0 | 1 | 8  | 6  | +2  |
| Portogallo | 3   | 3 | 1 | 0 | 2 | 9  | 14 | -5  |
| Ungheria   | 0   | 3 | 0 | 0 | 3 | 5  | 14 | -9  |

##### Risultati
| Arbitri: | Ivan Novak Antonius van Eekelen Anton Aver'janov |
| Crono:   | Zbigniew Kosmala                                 |

|                                                                            |           |                                   |
| Jubanski 3’ Assad 17’, 22’ Grana 18’, 19’, 35’ Bertoni 25’ Montovaneli 31’ | Marcatori | 14’ G. Alves 29’ Queirós 36’ Lima |

| Arbitri: | Radek Lobo Christian Hauben Zbigniew Kosmala |
| Crono:   | Anton Aver'janov                             |

|                     |           |                                             |
| Simon 28’ Frank 33’ | Marcatori | 27’ Torrás 35’, 36’ J. Rodríguez 38’ Daniel |

| Arbitri: | Jyrki Filppu Zbigniew Kosmala Christian Hauben |
| Crono:   | Ivan Novak                                     |

|                                         |           |  |
| Foglia 1’ Grana 13’, 23’ Scala 17’, 19’ | Marcatori |  |

| Arbitri: | Antonius van Eekelen Anton Aver'janov Ivan Novak |
| Crono:   | Radek Lobo                                       |

|                |           |                                      |
| Marcelinho 35’ | Marcatori | 7’ J. Rodríguez 11’ Daniel 39’ Boned |

| Arbitri: | Zbigniew Kosmala Radek Lobo Massimo Cumbo |
| Crono:   | Antonius van Eekelen                      |

|                                             |           |                           |
| G. Alves 25’, 26’, 39’ Lima 38’ Queirós 38’ | Marcatori | 17’, 26’ Lódi 35’ S. Toth |

| Arbitri: | Anton Aver'janov Christian Hauben Károly Török |
| Crono:   | Jyrki Filppu                                   |

|            |           |                                 |
| Torrás 26’ | Marcatori | 4’ Bacaro 22’ Scala 29’ Bertoni |

### Fase a eliminazione diretta

#### Tabellone
|  | Semifinali | Semifinali | Semifinali |        |        | Finale          | Finale          | Finale          |  |
|  |            |            |            |        |        |                 |                 |                 |  |
|  | Ucraina    | Ucraina    | 0          |        |        |                 |                 |                 |  |
|  | Ucraina    | Ucraina    | 0          |        |        |                 |                 |                 |  |
|  | Spagna     | Spagna     | 5          |        |        |                 |                 |                 |  |
|  | Spagna     | Spagna     | 5          |        | Spagna | Spagna          | 2               |                 |  |
|  |            |            |            |        | Spagna | Spagna          | 2               |                 |  |
|  |            |            | Russia     | Russia | 1      |                 |                 |                 |  |
|  | Italia     | Italia     | Russia     | Russia | 1      | 2               |                 |                 |  |
|  | Italia     | Italia     |            |        |        | 2               |                 |                 |  |
|  | Russia     | Russia     | 4          |        |        | Finale 3º posto | Finale 3º posto | Finale 3º posto |  |
|  | Russia     | Russia     | 4          |        |        |                 |                 |                 |  |
|  |            |            |            |        |        |                 |                 |                 |  |
|  |            |            |            |        |        | Ucraina         | Ucraina         | 1               |  |
|  |            |            |            |        |        | Ucraina         | Ucraina         | 1               |  |
|  |            |            |            |        |        | Italia          | Italia          | 3               |  |

#### Semifinali
| Arbitri: | Christian Hauben Ivan Novak Anton Aver'janov |
| Crono:   | Massimo Cumbo                                |

|  |           |                                              |
|  | Marcatori | 9’, 37’ Linares 30’ Daniel 31’, 34’ Serrejón |

| Arbitri: | Károly Török António Cardoso Antonius van Eekelen |
| Crono:   | Pedro Galán                                       |

|                 |           |                                           |
| Zanetti 3’, 24’ | Marcatori | 14’, 32’ Šajachmetov 36’ Ivanov 37’ Levin |

#### Finale 3º posto
| Arbitri: | Pedro Galán Ivan Novak Antonius van Eekelen |
| Crono:   | Christian Hauben                            |

|          |           |                                |
| Sytin 9’ | Marcatori | 6’ Grana 16’ Assad 21’ Zanetti |

#### Finale
| Arbitri: | Károly Török Massimo Cumbo Christian Hauben |
| Crono:   | Antonius van Eekelen                        |

|                        |           |              |
| Linares 9’ Cogorro 21’ | Marcatori | 31’ Duškevič |

## Classifica marcatori[6]
6 reti
- Fernando Grana

5 reti
- Vladislav Šajachmetov

4 reti
- Gonçalo Alves
- Serhij Sytin

3 reti
- Fabiano Assad
- Carlos Scala
- Sandro Zanetti
- Daniel
- Andreu Linares
- Javier Rodriguez

2 reti
- Michal Mareš
- Daniel Rajnoch
- Edgar Bertoni
- Dick Hulshorst
- Antoine Merlino
- André Lima
- Joel Queirós
- Sergej Ivanov
- Michail Markin
- Francisco Serrejón
- Jordi Torrás
- Tamás Lódi

1 rete
- Vinícius Bacaro
- Adriano Foglia
- Jocimar Jubanski
- Carlos Montovaneli
- Samir Makhoukhi
- Kees Thies
- Maximiliaan Tjaden
- Marcelinho
- Martin Dlouhý
- Tomáš Sluka
- Denis Abyšev
- Damir Chamadiev
- Konstantin Duškevič
- Aleksandr Levin
- Konstantin Maevskij
- Kike Boned
- Alberto Cogorro
- Serhij Koridze
- Oleksij Kudlaj
- Fedir Pylypiv
- Tamás Frank
- Balázs Simon
- Szabolcs Tóth